# Rick Hansen

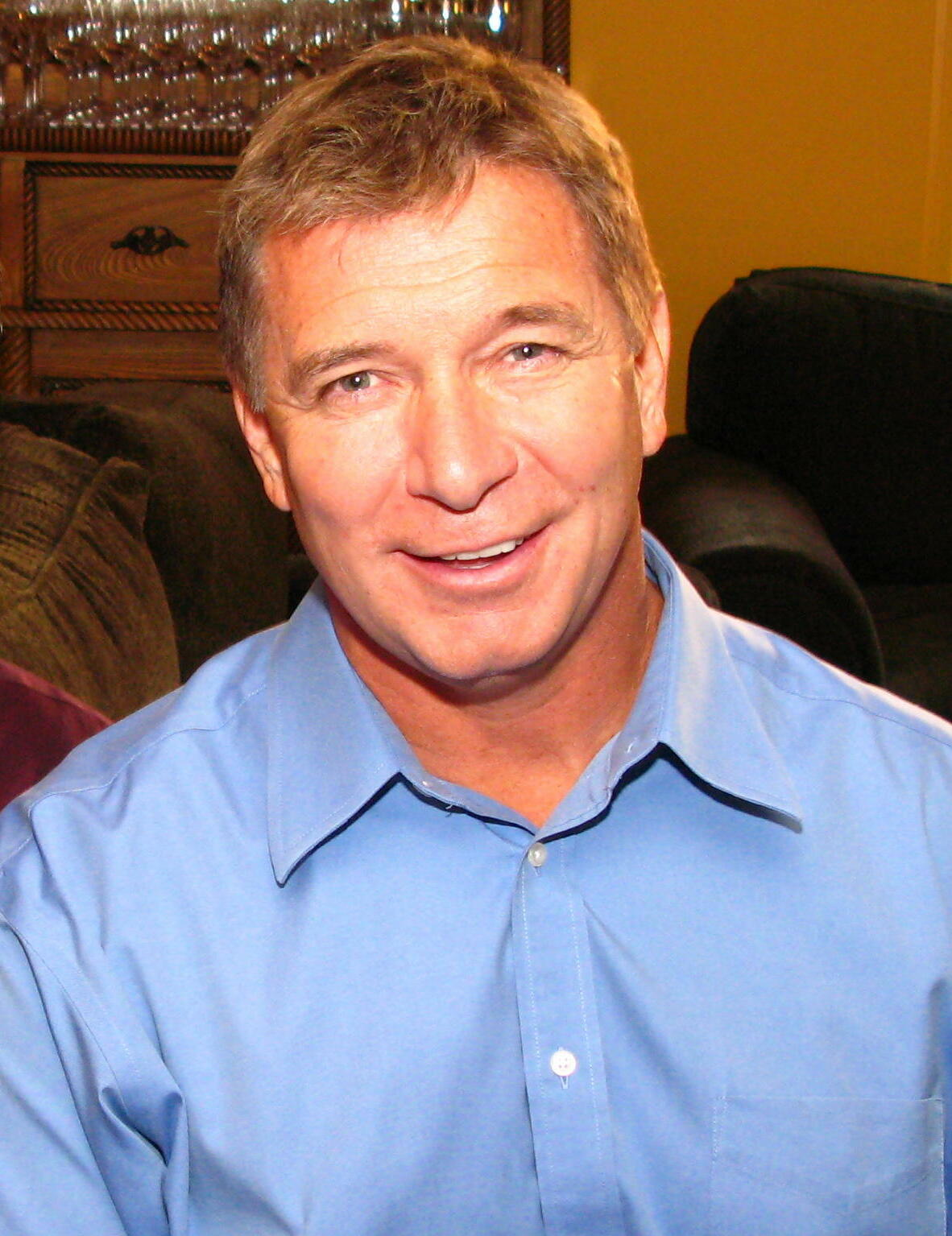
Rick Hansen, 2008

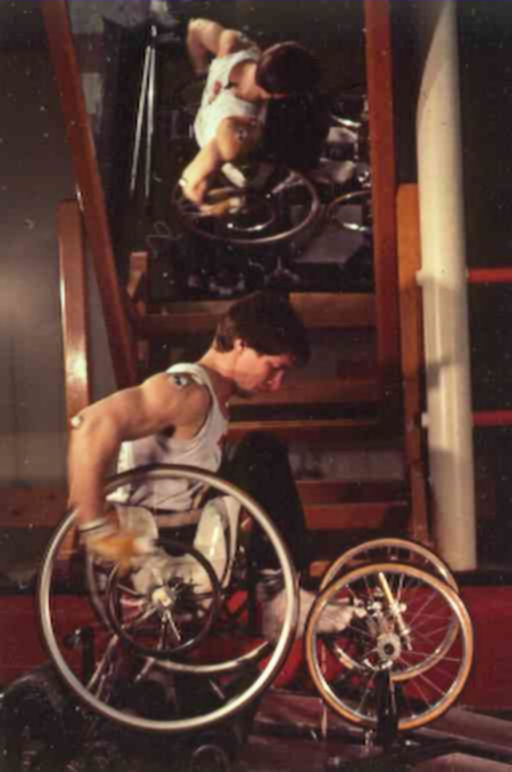
Hansen bei der Vorbereitung für die Man in Motion Tour, 1985

Richard Marvin Hansen (* 26. August 1957 in Port Alberni, British Columbia) ist ein kanadischer Behindertensportler, der sich für Menschen mit Rückenmarksverletzungen engagiert. Der bei einem Autounfall im Alter von 15 Jahren am Rückenmark verletzte Rick Hansen ist vor allem bekannt durch seine Man In Motion World Tour. Er war einer der Fackelträger bei Olympia 2010.

## Leben
Der in Port Alberni geborene Rick Hansen wuchs in Williams Lake auf. Er war sportlich aktiv und gewann Preise in fünf Sportarten. Im Alter von 15 Jahren wurde er bei einem Verkehrsunfall schwer verletzt und vollständig gelähmt. Er betrieb intensiv seine Rehabilitation und wurde der erste körperlich behinderte Student, der als Sportlehrer an der University of British Columbia 1986 graduiert wurde.
Er gewann nationale kanadische Meisterschaften im Rollstuhlvolleyball und Rollstuhlbasketball. Er wurde zu einem der weltbesten Rollstuhlmarathonsportler und nahm an zwei Paralympics teil; bei den Sommer-Paralympics 1980 und den Sommer-Paralympics 1984 gewann er drei Goldmedaillen, zwei Silbermedaillen und eine Bronzemedaille. Er gewann 19 internationale Rollstuhl-Marathons, darunter drei Weltmeisterschaften. An der Highschool trainierte er zudem Basketball- und Volleyballmannschaften.
Rick Hansen ist Präsident und CEO der Rick-Hansen-Stiftung, die mehr als 200.000.000 Dollar für Programme zur Behandlung von Rückenmarksverletzungen zur Verfügung stellte. Er wurde als „die treibende Kraft“ bei der Entwicklung des internationalen Informationsnetzes iCord-Houses bezeichnet; das Netzwerk dient der Erforschung von Behandlungsmethoden. Das Rick Hansen Spinal Cord Injury Registry vermittelt Informationen zu Rückenmarksverletzungen für Ärzte und Experten.
Als Vorsitzender sowohl der Fraser River Sturgeon Conservation Society als auch der Pacific Salmon Endowment Fund Society trug Rick Hansen zum Schutz der Populationen von Stören und Lachsen in British Columbia bei.

## Man In Motion World Tour
1980 startete Terry Fox den Marathon of Hope; inspiriert von diesem Lauf des krebskranken Athleten beschloss Rick Hansen, eine ähnliche Aktion durchzuführen, um der Forschung rund um Rückenmarksverletzungen Beachtung zu verschaffen. Seine Reise sollte ihn im Rollstuhl rund um die Welt führen.
Am 21. März 1985 startete er seine Man in Motion World Tour in Vancouver am Oakridge Centre. War die öffentliche Aufmerksamkeit zu Beginn der Tour noch gering, zog Rick Hansens Tour doch schon bald die Aufmerksamkeit internationaler Medien auf sich; in 26 Monaten legte er mehr als 40.000 Kilometer durch 34 Länder auf vier Kontinenten zurück, bevor er am 22. Mai 1987 nach Vancouver zurückkehrte, wo er im BC Place Stadium von tausenden Zuschauern begrüßt wurde. Er sammelte auf seiner Tour 26 Millionen Dollar für die Rückenmarkforschung und Initiativen von Betroffenen. Wie Terry Fox, wurde er als Nationalheld gefeiert.
Der Rollstuhl und viele andere Artikel von der Man In Motion World Tour sind im BC Sports Hall of Fame and Museum ausgestellt. John Parr und David Foster komponierten zu Ehren Rick Hansens Tour den Song St. Elmo’s Fire (Man in Motion) für den Soundtrack des Films St. Elmo’s Fire.

## Auszeichnungen und Ehrungen

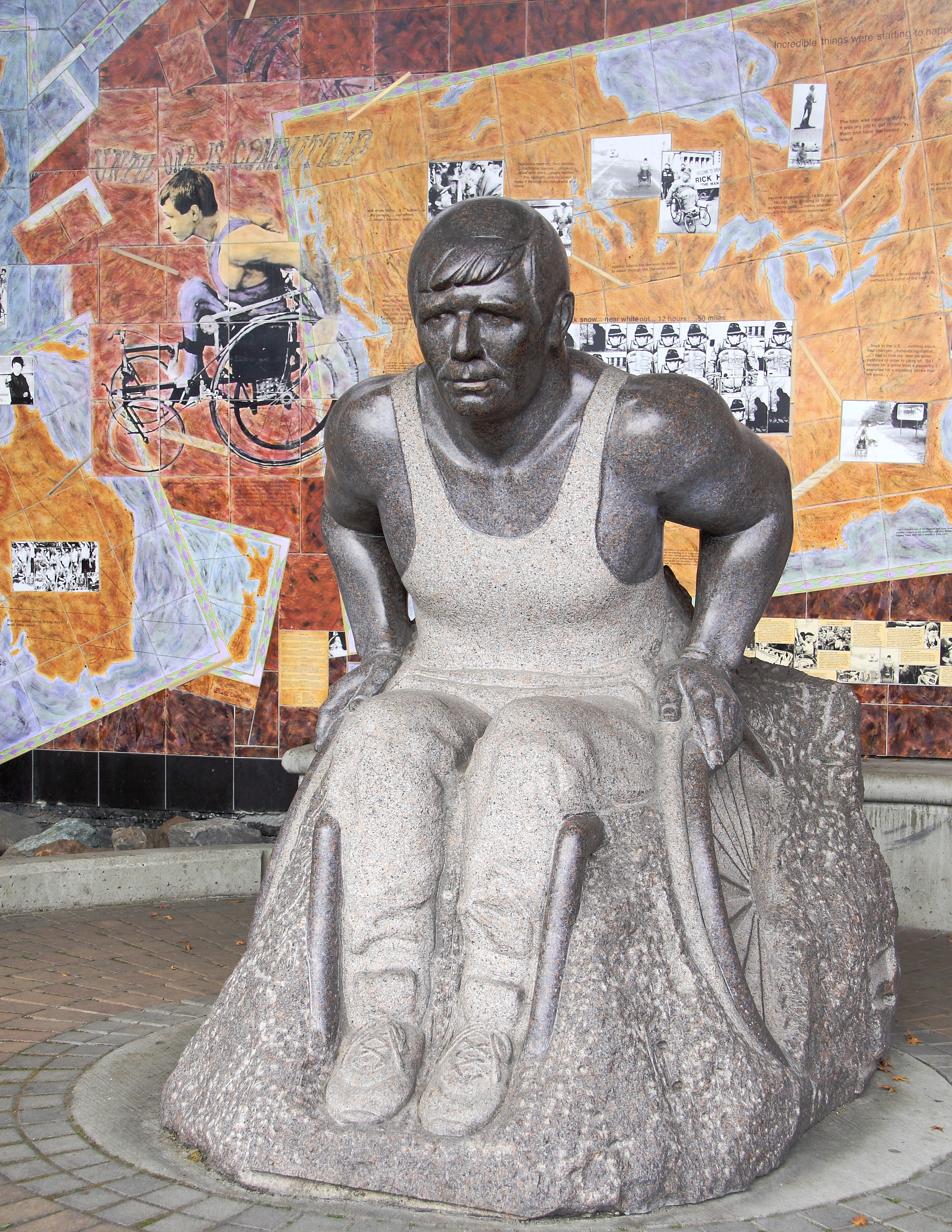
Eine Statue von Rick Hansen in der Rogers Arena in Vancouver

- Special Achievement Award, University of British Columbia (1979–1982)
- Outstanding Athlete of the Year, Canadian Wheelchair Sports Association (1980)
- Lou Marsh/Canadian Outstanding Athlete of the Year Award; mit Wayne Gretzky (1983)[1]
- Outstanding Young Person of the World for personal improvement and accomplishment by Junior Chamber International (1983)
- University of British Columbia’s Alumni Award of Distinction (1983)
- Athlete of the Week, ABC Wide World of Sports (1983)
- British Columbia Sports Hall of Fame, W.A.C. Bennett Award (1983)
- Newsmaker of the Year, Canadian Press (1986)
- Nominierung für den Bill Duthie Booksellers’ Choice Award
- Companion of the Order of Canada (29. März 1988)
- Order of British Columbia (1990)
- Terry Fox Hall of Fame (1993)
- W.A.C. Bennett Award (BC Sports Hall of Fame and Museum) (1994)
- Canada Sports Hall of FameCanada’s Sports Hall of Fame (2006)
- Canada’s Walk of Fame (2007)
- Recipient of CPA Alberta’s Christopher Reeve Award (2007)
- UBC Sports Hall of Fame
- William Van Horne Visionary Award (2006)
- Ehrendoktortitel:
  - Honorary Doctor of Laws, UBC
  - Honorary Doctor of Laws, Vancouver Island University (2009)
  - Honorary Doctor of Laws, Carleton University (2009)
  - Honorary Doctor of Laws, Simon Fraser University (2008)
  - Honorary Doctor of Laws, University of Northern British Columbia (2008)
  - Honorary Doctor of Letters, Thompson Rivers University, Williams Lake Campus(2007)
  - Honorary Doctor of Letters, McGill University (2005)
  - Honorary Doctor of Laws, McMaster University (1999)
  - Honorary Doctor of Laws, University of Western Ontario (1997)
  - Honorary Doctor of Laws, University of Regina (1997)
  - Honorary Doctor of Laws, University of Toronto (1995)
  - Honorary Doctor of Laws, University of Victoria (1994)
  - Honorary Doctor of Laws, Saint Mary’s University (1993)
- Royal Bank Award (1994)
- University of British Columbia Athletic Hall of Fame (1994)
- Drei Schulen wurden nach Rick Hansen benannt:
  - Rick Hansen Secondary School, Abbotsford, British Columbia
  - Rick Hansen Secondary School, Mississauga, Ontario
  - Rick Hansen Elementary School, London, Ontario

Die Township von Killarney, Ontario, änderte 1986 ihren Namen in Township of Hansen.

## Werke
Hansen ist der Co-Autor zweier Bücher.
- Rick Hansen: Man in Motion, mit Jim Taylor (1987), ISBN 0-88894-560-4
- Going the Distance: 7 Schritte zur persönlichen Veränderung, mit Dr. Joan Laub